# Забрђе (Косовска Митровица)
Забрђе (алб. Zabërxhë, Zabërgjë) је насеље у општини Косовска Митровица, Косово и Метохија, Република Србија.

## Положај села
Село је на падини Вировског брега и на Лазу. У међама села су: Међерски – Дедињски поток, Дедињско брдо, Бистрица (река), Бадњевик, Забрђска – Сељаначка река.

## Историја
Село Забрђе, записано је много пута у девичком катастиху, у времену 1761. до 1789. 1789. године. Забрђе је спадало у нурију попа Радивоја. Крајем 18. века у селу је било стално настањених Срба. Године 1776. у Девичком катастиху забележени су као приложници манастира Девича, Вукић и Милен.

## Становништво
Године 1921. у селу је 21 домаћинство са 108 чланова, 1948. године, 20 домаћинстава, са 146 чланова.
| Демографија | Демографија | Демографија |
| Година      | Становника  | Становника  |
| ----------- | ----------- | ----------- |
| 1948.       | 146         |             |
| 1953.       | 158         |             |
| 1961.       | 177         |             |
| 1971.       | 194         |             |
| 1981.       | 222         |             |
| 1991.       | 254         |             |